# Rhynchium haemorrhoidalis
Rhynchium haemorrhoidalis är en stekelart. Rhynchium haemorrhoidalis ingår i släktet Rhynchium och familjen Eumenidae. Utöver nominatformen finns också underarten R. h. umeroater.